# أوتوبليندا 41
أوتوبليندا 41 (بالإيطالية: Autoblinda 41 أو AB 41)‏ كانت عربة مدرعة إيطالية استخدامت أثناء الحرب العالمية الثانية. كانت مسلحة بمدفع آلي 20 مم بريدا 35 ورشاش 8 مم محوري في برج مماثل لذلك في عربة فيات L6/40 ورشاش آخر خلفي عيار 8مم.